# Saint-André-Capcèze
 Saint-André-Capcèze  es una población y comuna francesa, situada en la región de Languedoc-Rosellón, departamento de Lozère, en el distrito de Mende y cantón de Villefort.

## Demografía
| 148 | 104 | 112 | 104 | 113 | 145 |
| Para los censos de 1962 a 1999 la población legal corresponde a la población sin duplicidades (Fuente: INSEE [Consultar]) |     |     |     |     |     |